# Coriosolisok
Coriosolisok, ókori gall nép. Területük Aremoricában, az Atlanti-óceán partján volt. Nevük a mai Corseult város nevében maradt fenn, Julius Caesar „De bello Gallico” című művében említi őket.